# Жан де Малеструа
Жа́н де Малеструа́ (фр. Jean de Malestroit; 1375 — 14 сентября 1443) — французский священнослужитель, епископ Нанта (1419—1443). Инициатор судебного процесса над маршалом Жилем де Ре.

## Биография
Жан де Малеструа был шестым сыном Жана де Шатожирона, сеньора Малеструа и его второй жены Жанны де Доль.
На протяжении жизни Малеструа занимал несколько должностей. С 1405 по 1419 год он был епископом Сен-Брие. С 1408 по 1415 год занимал должность канцлера казначейства Бретани, до 1443 года занимал должность канцлера герцогства Бретань. 
17 июля 1419 года он был назначен  епископом Нанта, должность которого занимал в течение 24 лет. В качестве епископа 14 апреля 1434 года он заложил первый камень собора Святых Петра и Павла, строительство которого было начато под руководством герцога Жана VI.
В 1440 году был инициатором и председателем судебного процесса над маршалом Жилем де Ре, которого обвинил в серийных детоубийствах. В том же году антипапа Феликс V назначил его кардиналом.
Скончался 14 сентября 1443 года в возрасте 68 лет, был похоронен в нефе собора Святых Петра и Павла.